# União Mundial de Deístas
A União Mundial de Deístas (WUD) é a maior organização do mundo que promove a religião natural do deísmo.

## História
A União Mundial de Deístas foi fundada em Charlottesville, na Virgínia, em 10 de abril de 1993, por Robert Johnson. O WUD está sediado nos Estados Unidos com representantes em cerca de trinta países, produz podcasts, administra uma biblioteca online e publica a revista Deism. O lema é "Deus nos deu razão, não religião". O WUD tem uma publicação bimestral chamada Think!.

## Membros internacionais
- Unione Deista Italiana
- Association Déiste de France
- Deism India
- Deísmo Brasil